# Trans-AMA 1973
La temporada de 1973 de la Trans-AMA, anomenada oficialment 1973 Trans-AMA motocross series, fou la 4a edició d'aquest campionat, organitzat per l'AMA. El calendari oficial constava de 12 proves puntuables, celebrades entre el 23 de setembre i el 2 de desembre.
Aquella temporada es disputà també la 3a Inter-AMA, reservada a motocicletes de 250cc, programada a 5 proves celebrades entre l'1 i el 29 de juliol.

## Trans-AMA 500cc
L'alemany Adolf Weil guanyà còmodament el campionat, amb un total de 5 victòries absolutes. Roger De Coster i Pierre Karsmakers (neerlandès instal·lat a Califòrnia que havia obtingut la nacionalitat americana justament aquell any) n'aconseguiren dues cadascú, mentre que Gerrit Wolsink, Willi Bauer i Jim Weinert se n'anotaren una. La victòria de Weinert fou la primera d'un americà en un esdeveniment internacional de 500cc contra pilots europeus.

### Rondes
Font:
| Ronda | Data           | Lloc                      | Guanyador         | Guanyador   | Millor americà         | Millor americà |
| Ronda | Data           | Lloc                      | Pilot             | Motocicleta | Pilot                  | Motocicleta    |
| ----- | -------------- | ------------------------- | ----------------- | ----------- | ---------------------- | -------------- |
| 1     | 23 de setembre | Springville (Nova York)   | Pierre Karsmakers | Yamaha      | Íd.                    | Íd.            |
| 2     | 28 de setembre | Filadèlfia (Pennsilvània) | Gerrit Wolsink    | Maico       | Pierre Karsmakers (3r) | Yamaha         |
| 3     | 30 de setembre | Copetown                  | Adolf Weil        | Maico       | Mike Hartwig (6è)      | Husqvarna      |
| 4     | 7 d'octubre    | Lexington (Ohio)          | Roger De Coster   | Suzuki      | Pierre Karsmakers (3r) | Yamaha         |
| 5     | 14 d'octubre   | Washington (Illinois)     | Willi Bauer       | Maico       | Jim Weinert (3r)       | Kawasaki       |
| 6     | 21 d'octubre   | Gainesville (Geòrgia)     | Adolf Weil        | Maico       | Pierre Karsmakers (6è) | Yamaha         |
| 7     | 28 d'octubre   | Orlando (Florida)         | Adolf Weil        | Maico       | Brad Lackey (6è)       | Kawasaki       |
| 8     | 4 de novembre  | Houston (Texas)           | Jim Weinert       | Kawasaki    | Íd.                    | Íd.            |
| 9     | 11 de novembre | Phoenix (Arizona)         | Adolf Weil        | Maico       | Pierre Karsmakers (2n) | Yamaha         |
| 10    | 18 de novembre | Puyallup (Washington)     | Pierre Karsmakers | Yamaha      | Íd.                    | Íd.            |
| 11    | 25 de novembre | Livermore (Califòrnia)    | Roger De Coster   | Suzuki      | Rich Thorwaldson (8è)  | Suzuki         |
| 12    | 2 de desembre  | Irvine (Califòrnia)       | Adolf Weil        | Maico       | Pierre Karsmakers (3r) | Yamaha         |

Notes
1. 1 2 3 4 5 6 7  Pierre Karsmakers corria amb llicència AMA durant aquella temporada, motiu pel qual apareix com a nord-americà (concretament, amb domicili a Mission Viejo, Califòrnia), en algunes fonts coetànies
2. ↑  Barri de Hamilton (Ontario)
3. ↑  Circuit de Saddleback Park

### Classificació final
| Posició | Pilot             | Motocicleta | Punts |
| ------- | ----------------- | ----------- | ----- |
| 1       | Adolf Weil        | Maico       | 1150  |
| 2       | Gerrit Wolsink    | Maico       | 956   |
| 3       | Willi Bauer       | Maico       | 887   |
| 4       | Pierre Karsmakers | Yamaha      | 828   |
| 5       | Roger De Coster   | Suzuki      | 660   |
| 6       | Hakan Andersson   | Yamaha      | 440   |
| 7       | Tim Hart          | Yamaha      | 379   |
| 8       | Jim Weinert       | Kawasaki    | 325   |
| 9       | Rich Thorwaldson  | Suzuki      | 314   |
| 10      | Sylvain Geboers   | Suzuki      | 247   |

## Inter-AMA 250cc
Tot i que el pilot amb més victòries absolutes fou Pierre Karsmakers, amb dues, el campió fou finalment el finlandès Heikki Mikkola amb una de sola, les mateixes que aconseguiren Marty Tripes i Jaroslav Falta.

### Rondes
Font:
| Ronda | Data         | Lloc                     | Guanyador         | Guanyador   | Millor americà         | Millor americà |
| Ronda | Data         | Lloc                     | Pilot             | Motocicleta | Pilot                  | Motocicleta    |
| ----- | ------------ | ------------------------ | ----------------- | ----------- | ---------------------- | -------------- |
| 1     | 1 de juliol  | Tooele (Utah)            | Pierre Karsmakers | Yamaha      | Íd.                    | Íd.            |
| 2     | 7 de juliol  | Los Angeles (Califòrnia) | Marty Tripes      | Honda       | Íd.                    | Íd.            |
| 3     | 15 de juliol | Baldwin (Kansas)         | Pierre Karsmakers | Yamaha      | Íd.                    | Íd.            |
| 4     | 22 de juliol | Delta (Ohio)             | Jaroslav Falta    | ČZ          | John DeSoto (4t)       | ČZ             |
| 5     | 29 de juliol | New Berlin (Nova York)   | Heikki Mikkola    | Husqvarna   | Pierre Karsmakers (3r) | Yamaha         |

1. 1 2 3  Pierre Karsmakers corria amb llicència AMA durant aquella temporada, motiu pel qual apareix com a nord-americà (concretament, amb domicili a Mission Viejo, Califòrnia), en algunes fonts coetànies

### Classificació final
| Posició | Pilot              | Motocicleta | Punts |
| ------- | ------------------ | ----------- | ----- |
| 1       | Heikki Mikkola     | Husqvarna   | 500   |
| 2       | Pierre Karsmakers  | Yamaha      | 416   |
| 3       | Jim Pomeroy        | Bultaco     | 361   |
| 4       | Jaroslav Falta     | ČZ          | 350   |
| 5       | Antonin Baborovsky | ČZ          | 330   |
| 6       | Marty Tripes       | Honda       | 217   |
| 7       | Brad Lackey        | Kawasaki    | 175   |
| 8       | John DeSoto        | ČZ          | 148   |
| 9       | Bob Grossi         | Kawasaki    | 147   |
| 10      | Gary Chaplin       | Maico       | 120   |